# I am Sam
I Am Sam —Yo soy Sam en España, Mi nombre es Sam o Lección de amor en Hispanoamérica— es una película del 2001 que narra la historia de un padre que padece discapacidad mental y el desarrollo con su hija. Está protagonizada por Sean Penn,  Dakota Fanning y Michelle Pfeiffer y escrita por Kristine Johnson y Jessie Nelson, quien también se encargó de dirigirla. Sean Penn fue nominado a un Óscar al mejor actor por su interpretación de Sam. La banda sonora de la película está compuesta por diferentes versiones de canciones de los Beatles. Por ejemplo, la primera canción en la película es Lucy in the Sky with Diamonds compuesta por John Lennon, y una de las versiones que se puede escuchar es la de Blackbird compuesta por Paul McCartney e interpretada en esta ocasión por la cantante Sarah McLachlan. También se escucha la canción Michelle y, versionada por The Vines, I'm Only Sleeping.
La película lanzó a la fama a la actriz infantil Dakota Fanning que por entonces solamente había actuado en un par de pequeños papeles e hizo que se convirtiera en la actriz más joven de la historia en ser nominada para un Premio del Sindicato de Actores. Por su papel como Sam, Penn fue propuesto como candidato al Premio de la Academia al Mejor Actor en la 74.ª edición de los Premios de la Academia, en el 2002.
Yo soy Sam hizo en su primera semana 40 millones y, a principios del 2002, la película había recaudado más de 90 millones de dólares en todo el mundo.

## Argumento
Una mujer abandona a su hija el mismo día en que nace dejándola en manos de su padre, Sam Dawson, que tenía una discapacidad intelectual. La mujer no quería tener un bebé con él, sino que buscaba un sitio para dormir. La película narra, al compás de los Beatles, las dificultades que tienen que atravesar el hombre y la niña cuando, a partir de los 7 años, Lucy empieza a tener más capacidad mental que su padre. El estado se cuestiona la capacidad de Sam para educar a su hija por lo que se enfrenta con un juicio que le puede hacer perder la custodia. De su defensa se encargará una prestigiosa abogada, Rita Harrison, cuyo desinterés y frialdad inicial cambiarán tras conocer a Sam, el amor que siente por su hija y comprobar su determinación por defender sus derechos como padre. Lucy queda a custodia de unos padres adoptivos de manera provisional, la madre adoptiva, Randy, busca el amor de Lucy, pero ella solo quiere estar con su padre, por lo que todas las noches se escapa a casa de Sam. Al final de la película, Randy se da cuenta de que para Lucy no hay mejor lugar para vivir que junto a Sam, por lo que se la entrega y le pide perdón por haberlo juzgado mal, prometiéndose que le pedirá al juez que Lucy se quede con él, a lo que Sam responde diciendo que siempre quiso que Lucy tuviera una madre, y le pide a Randy su ayuda para criar a Lucy. Al final, Lucy regresa bajo la custodia de Sam, quien también se convierte en el árbitro del equipo de fútbol, y Lucy juega un partido, bajo la atenta mirada del grupo de amigos con discapacidad mental de su padre, de la abogada Rita y su hijo, que han mejorado su relación tras haberse divorciado ella de su marido, quien la engañaba, y de Randy y su marido, los padres de acogida, siendo todos ellos personas muy presentes en la vida de Sam y que le ayudarán a sacar adelante a Lucy.

## Elenco
- Sean Penn	 ... Sam Dawson
- Michelle Pfeiffer	 ...	Rita Harrison Williamss
- Dakota Fanning	 ...	Lucy Diamond Dawson
- Dianne Wiest	 ...	Annie Cassell
- Loretta Devine	 ... Margaret Calgrove
- Elle Fanning ... "Lucy" (a los 2 años)
- Richard Schiff	 ...	Sr. Turner
- Laura Dern	 ...	Randy Carpenter
- Brad Silverman	 ...	Brad
- Joseph Rosenberg	 ...	Joe
- Stanley DeSantis	 ...	Robert
- Doug Hutchison	 ...	Ifty
- Rosalind Chao	 ...	Lily
- Ken Jenkins ...	Juez Philip McNeily
- Wendy Phillips	 ...	Miss Wright
- Mason Lucero	 ...	Conner Rhodes
- Scott Paulin	 ...	Duncan Rhodes
- Bobby Cooper	 ...	George
- Kit McDonough	 ...	Sra. Davis
- Kimberly Scott	 ...	Gertie
- Michael B. Silver	 ...	Dr. Jaslow
- Caroline Keenan	 ...	Rebecca
- Eileen Ryan	 ...	Estelle Dawson
- Mary Steenburgen	 ...	Dr. Blake
- Marin Hinkle	 ...	Patricia
- Chase MacKenzie Bebak	 ...	Willy Harrison
- Rafer Weigel	 ... Bruce
- Emiko Parise	 ...
- Pamela Dunlap	 ...	Grace
- Brent Spiner	 ...
- David Nathan Schwartz	 ...
- Kathleen Robertson	 ...
- Karen Bankhead	 ...
- Janet Adderley	 ...
- Katie McGloin	 ...	Cristina
- Steven Maines	 ...	Collin
- Dennis Fanning	 ...
- David Poynter	 ...
- R.D. Call	 ...
- John Paizis	 ...
- Russ Fega	 ...
- Erinn Seaghda Rice Goletz	 ...
- Julie Claire	 ...
- Marnie Martin	 ...
- Tony Abatemarco	 ...	trabajador de la corte
- Will Wallace	 ...	carpintero Bill
- Scott Weintraub	 ...	espántapajaros

## Banda sonora
Todas las canciones fueron compuestas por John Lennon y Paul McCartney, excepto "Here Comes the Sun" e "If I Needed Someone", de George Harrison, incluidas en sendos bonus tracks en las ediciones europea y japonesa, respectivamente.
1. "Two of Us", cantado por Aimee Mann junto a Michael Penn – 3:30
2. "Blackbird", cantado por Sarah McLachlan – 2:21
3. "Across the Universe", cantado por Rufus Wainwright – 4:08
4. "I'm Looking Through You", cantado por The Wallflowers – 2:39
5. "Golden Slumbers", cantado por Crosstown Traffic – 1:41
6. "Lucy in the Sky with Diamonds", cantado por The Black Crowes – 3:50
7. "We Can Work It Out", cantado por Heather Nova – 2:15

- Bonus Tracks (Edición Europea):

1. "Lucy in the Sky with Diamonds", cantado por Aimee Mann – 3:41
2. "Two of Us", cantado por Neil Finn junto a Liam Finn – 3:16
3. "Here Comes the Sun" (George Harrison), cantado por Nick Cave – 3:00

- Bonus Tracks Coreanos (Edición Coreana):

1. "Lucy in the Sky with Diamonds", cantado por Aimee Mann – 3:41
2. "Two of Us", cantado por Neil Finn junto a Liam Finn – 3:16

- Bonus Tracks Japoneses (Edición Japonesa):

1. "Lucy in the Sky with Diamonds", cantado por Aimee Mann – 3:41
2. "Two of Us", cantado por Neil Finn junto a Liam Finn – 3:16
3. "If I Needed Someone" (Harrison), cantado por Tica – 2:52

## Recepción de la crítica
La película recibió una respuesta de regular a negativa por parte de la crítica. I am Sam mantiene una calificación de 34% en el sitio de críticas Rotten Tomatoes, y una calificación de 28 puntos en Metacritic.
El diario New York Times Escribió que "I Am Sam es una buena película y sus intenciones son intachables. Sin embargo su sentimentalismo es tan implacable y su narración tan predecible que casi le quitan toda la vida." Variety escribió: "Deshecha por sus mejores intenciones, I am Sam es un ejemplo especialmente insípido de una película de Hollywood 'con moraleja'." El diario Chicago Sun Times escribió que "todos los objetos en el arte de la película han sido diseñados para convencernos de que Lucy debe estar con Sam, pero el sentido común hace imposible tomar distancia respecto a la premisa" Roger Ebert también criticó el carácter moralista de la cinta, diciendo que "no se pueden tener héroes ni villanos cuando el lado equivocado tiene más sentido."
Por otro lado, el diario Los Ángeles Times la evaluó positivamente como "la película más atractiva y accesible que maneja una condición mental de la que la mayoría de las personas preferiría no pensar." El diario San Francisco Chronicle elogió a Sean Penn por su actuación: "La precisión de Penn, su falta de condescendencia o sensibilidad y su voluntad de habitar su personaje sin ningún comentario implícito podría ser el equivalente a una película de televisión inflada y la eleva al nivel de arte." Sin embargo, el diario New Yorker encontró a Michelle Pfeiffer como la mejor actriz: "Pfeiffer, enormemente agradable en su rol casi salva la película."
Nick Rogers condenó la película: "Sean Penn da la interpretación más vergonzosa profesionalmente, y cruelmente equivocada que haya sido nominada a un Oscar por mejor actor, mientras el libreto de Jessie Nelson y Kristine Johnson se encuentra al nivel a la ineptitud fea de Penn con eslóganes idiotas y publicidad por emplazamiento". Ron Wells agregó: "Esta película es tan dolorosa como suena".

## Premios y nominaciones
Sean Penn fue nominado para el Premio de la Academia al Mejor Actor (el Oscar), los Screen Actors Guild Award por Mejor Interpretación de un Actor en un Papel Protagónico, la Broadcast Film Critics Association Award al Mejor Actor y el Satellite Award por Mejor Actor - Película Dramática.
Dakota Fanning ganó el Broadcast Film Critics Premio de la Asociación a la Mejor Artista Joven , el Critics Las Vegas Film Society Award for Youth in Film, la Phoenix Film Critics Society Award por Mejor Actriz Juvenil, el Premio al Logro Especial por satélite a la Mejor Nuevo Talento, y el joven Artist Award por Mejor Actuación en una Película - Actriz Joven Edad Diez o Bajo. También fue nominada para los Screen Actors Guild Award por Mejor Interpretación de un Actor de sexo femenino en un papel favorable.
La banda sonora fue nominada para el Premio Grammy por Mejor Álbum de Banda Sonora Compilación de cine, televisión u otros medios visuales.
La película ganó el primer Premio Stanley Kramer del Sindicato de Productores de Estados Unidos, y fue nominada para el Premio Humanitas y el Premio de la Academia Japonesa a la mejor película extranjera.
| Premio                                | categoría                                                                           | canditato                                                      | Resultado |
| ------------------------------------- | ----------------------------------------------------------------------------------- | -------------------------------------------------------------- | --------- |
| Premios Óscar de la Academia          | Mejor actor                                                                         | Sean Penn                                                      | Nominado  |
| Premios de la Crítica Cinematográfica | Mejor Actor                                                                         | Sean Penn                                                      | Nominado  |
| Premios de la Crítica Cinematográfica | Mejor Intérprete Joven                                                              | Dakota Fanning                                                 | Ganadora  |
| Grammy Awards                         | Mejor Álbum de Banda Sonora Compilación de cine, televisión u otros medios visuales |                                                                | Nominado  |
| Humanitas Prize                       |                                                                                     |                                                                | Nominada  |
| Premios de la Academia Japonesa       | Mejor película extranjera                                                           |                                                                | Nominada  |
| Las Vegas Film Critics Society        | Juventud en el Cine                                                                 | Dakota Fanning                                                 | Ganadora  |
| Producers Guild of America            | Stanley Kramer Award                                                                | Jessie Nelson Edward Zwick Marshall Herskovitz Richard Solomon | Ganadores |
| Phoenix Film Critics Society          | Los críticos Phoenix Film Society Award para Mejor Actriz Juvenil                   | Dakota Fanning                                                 | Ganadora  |
| Satellite Awards                      | Mejor Actor                                                                         | Sean Penn                                                      | Nominado  |
| Satellite Awards                      | Premio al Logro Especial por Mejor Nuevo Talento                                    | Dakota Fanning                                                 | Ganadora  |
| Premios del Sindicato de Actores      | Mejor Actor                                                                         | Sean Penn                                                      | Nominado  |
| Premios del Sindicato de Actores      | Mejor Actriz de Reparto                                                             | Dakota Fanning                                                 | Nominada  |
| Young Artist Awards                   | Mejor Película Familiar Cine - Drama                                                |                                                                | Ganadora  |
| Young Artist Awards                   | Mejor Actuación en una Película - Actriz Joven Edad Diez o Bajo                     | Dakota Fanning                                                 | Ganadora  |